# Rio Pastaza
Il Rio Pastaza, anticamente conosciuto come Sumatara, è un fiume sudamericano che scorre nei territori di Ecuador e Perù, affluente del Marañón, a sua volta un importante affluente del Rio delle Amazzoni. Ha una lunghezza di 710 km, di cui 370 nel territorio amazzonico peruviano, nella Regione di Loreto. Nasce alla confluenza dei fiumi Patate e Chambo, ai piedi del vulcano Tungurahua nella provincia omonima, in Ecuador, anche se le sue origini derivano probabilmente dal disgelo del Cotopaxi, dove nasce il Rio Callo.